# 7 жінок і вбивство
7 жінок і вбивство (італ. 7 donne e un mistero) — італійська комедія-детектив 2021 року, написана в співавторстві з режисером Алессандро Дженовезі, яка є ремейком фільму 2002 року «8 жінок» Франсуа Озона, заснованого на п’єсі «Huit femmes» Роберта Томаса . У головних ролях: Маргеріта Бай, Діана Дель Буфало, Сабріна Імпаччіаторе, Бенедетта Поркаролі, Мікаела Рамадзотті, Луїза Ранієрі та Орнелла Ваноні.
Фільм представлений в Італії 25 грудня 2021 року компанією Warner Bros. Pictures і зібрав 1 118 038 євро. Він став доступним на Netflix у всьому світі 28 грудня 2022 року.

## Актори та персонажі
- Маргеріта Бай — Маргарита
- Орнелла Ваноні — Рейчел
- Мікаела Рамазотті — Вероніка
- Сабріна Імпаччіаторе — Аґостіна
- Луїза Раньєрі — Марія
- Діана Дель Буфало[en] — Сюзанна
- Бенедетта Поркаролі[en] — Катерина
- Лука Пастореллі — Марчелло
- Марко Розетті[it] — інспектор Джованні Ріпольді